# Mickey Jones
Mickey Jones (Houston (Texas), 10 juni 1941 – aldaar 7 februari 2018) was een Amerikaans drummer. Later werd hij ook acteur.
Jones begon als begeleidend drummer van artiesten als Trini Lopez, Johnny Rivers en Bob Dylan (met laatstgenoemde toerde hij in 1966 de wereld rond als invaller voor Levon Helm). Later sloot hij zich aan bij The First Edition, de band van Kenny Rogers die internationaal furore maakte.
Nadat The First Edition in 1975 ter ziele was gegaan, besloot hij het roer om te gooien en werd film- en televisieacteur. Hij had onder meer de rol van Chris Farber in de sciencefictionserie V en trad op in de thriller Downstream (2010).
Jones overleed op 76-jarige leeftijd en werd begraven op het Forest Lawn Memorial Park.